# Wilhelm Röckel (Maler)
Wilhelm Röckel (* 23. Juli 1801 in Schleißheim bei München; † 2. Januar 1843 in München) war ein deutscher Historienmaler.

## Leben
Röckel war Sohn eines Hofglasers und Galeriedieners auf Schloss Schleißheim und kam dort früh mit der Kunst alter Meister in Berührung. Schon als Dreizehnjähriger bestach er als vortrefflicher Zeichner. Nach einer Schule in Passau besuchte er das Wilhelmsgymnasium in München. Bereits in der Oberklasse wurde er Schüler der Königlichen Akademie der Bildenden Künste unter Johann Peter von Langer, den er mit einer Zeichnung vom Tod Abels beeindruckte.
Als Peter Cornelius aus Rom nach München kam, wurde er dessen Schüler. Dort half er ihm bei der Ausmalung der Glypothek und folgte ihm im Herbst 1823 nach Düsseldorf an die Königlich Preußische Kunstakademie, wo er neben Karl Stürmer, Hermann Stilke, Carl Heinrich Hermann, Adam Eberle, Wilhelm Kaulbach, Konstantin zu Salm-Reifferscheidt, Philipp Anton Schilgen, Peter Wilhelm App und einigen anderen Adepten der engen, nazarenisch inspirierten Künstlergemeinschaft der Cornelius-Jünger angehörte. Unter Leitung des Meisters entwarf er in Düsseldorf die Kartons, nach denen für das Tympanon des Aachener Theaters zwei Musen in Sandstein gefertigt wurden. In den Jahren 1823/1824 schuf er ebenfalls Vorlagen, nun für Freskobilder, die der preußische Kammerherr Carl von Plessen (1794–1843) zur Ausschmückung des neuen klassizistischen Schlosses Eller in Auftrag gegeben hatte, die Kartons zu Das Urteil des Midas (Apollo unter den Hirten) und sechs Arabesken-Streifen, die allerdings nicht zur Ausführung gelangten. In den Jahren 1823/1824 malte er außerdem den Karton mit dem Motiv Kreuzabnahme Christi für ein Altarbild, das schließlich Christian Ruben in München für eine Kirche in Westfalen in Öl umsetzte.

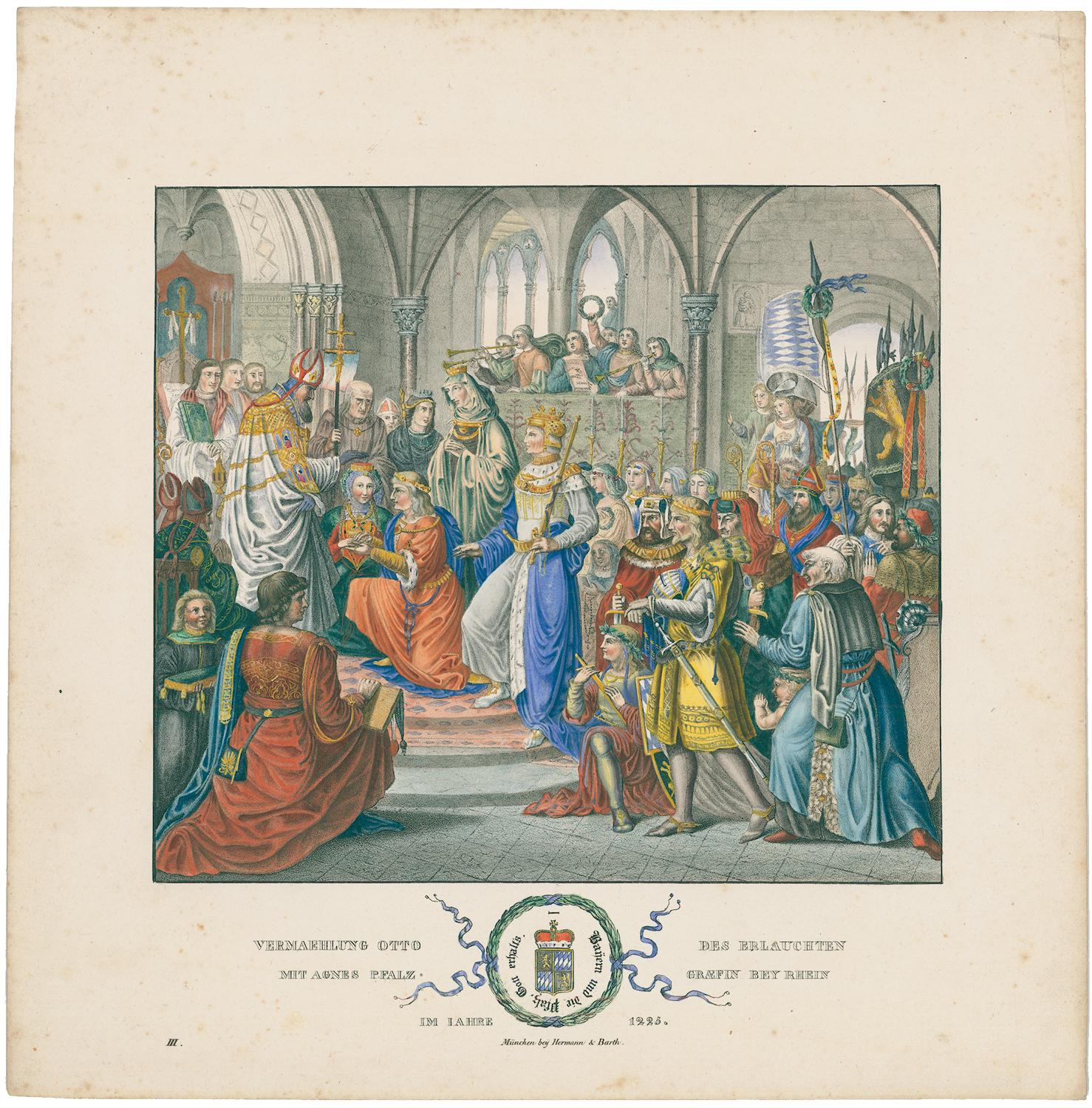
Vermählung Otto des Erlauchten mit Agnes Pfalzgräfin bey Rhein im Jahre 1225, Illustration nach dem Fresko Röckels

Als Cornelius 1825 wieder nach München ging, folgte er ihm erneut. In München hatte er 1827 Gelegenheit, in den Arkaden des Hofgartens das Fresko Die Vermählung Ottos des Erlauchten mit Agnes Pfalzgräfin bei Rhein im Jahre 1225 zu übernehmen. Nach den Arkaden erhielt Röckel den Auftrag zu Ausmalungen in der Münchner Residenz. Für das Schlafzimmer des Königs malte er nach Entwürfen von Heinrich Maria von Hess und Ludwig Schwanthaler Bilder zur Dichtung Theokrits, für das Gesellschaftszimmer des Königs Szenen aus den Dichtungen von Sophokles.
In der Folge erhielt Röckel eine Anstellung an der Königlichen Porzellan-Manufaktur, wo er in der Abteilung für Glasmalerei Bilder komponierte und auch selbst malte. Für Joseph Daniel Ohlmüllers Kirche Maria Hilf in der Au entwarf er das Fensterbild Die Hochzeit von Kanaa und führte es mit Unterstützung von Franz Xaver Eggert auch aus. Für Johann Claudius von Lassaulx’ Kirche St. Marzellinus und Petrus in Vallendar schuf er ein Madonnenbild als Fensterrosette.
1829 heiratete Röckel die Tirolerin Josephine Riedl. Das Paar hatte drei Kinder, von denen 1843 nur noch eine Tochter lebte. In späteren Lebensjahren hinderte ihn ein „Fußübel“ an der Ausübung der Malerei, so dass er es vorzog,  schriftstellerisch zu wirken.

## Schriften
- Beschreibung der Freskogemälde aus der Geschichte Baierns in den Arkaden des Hofgartens. München 1829.
- Die Beterin an der Mariensäule. München 1839 und 1840 (1860 von F. Fränkel dramatisiert).